# Altopiano di Herbert
L'altopiano di Herbert, centrato alle coordinate 64°32′S 61°15′W, è un altopiano completamente ricoperto dai ghiacci situato nella Terra di Graham, in Antartide, in particolare nell'entroterra della costa di Danco. I confini dell'altopiano, la cui altezza varia tra i 1500 e i 1900 m s.l.m. e che si estende per circa 36 km in direzione sud-ovest/nord-est, sono segnati a nord dall'altopiano Detroit e a sud dall'altopiano di Foster.
Dai versanti dell'altopiano fluiscono diversi ghiacciai, tra i quali il grande ghiacciaio Drygalski, che fluisce verso sud-est, e il Blériot, il Bozhinov, il Krebs e il Nobile che fluiscono verso ovest e nord-ovest.

## Storia
L'altopiano di Herbert fu fotografato durante ricognizioni aeree effettuate nel 1956-57 nel corso della spedizione di ricognizione aerea delle Isole Falkland e delle dipendenze e mappato per la prima volta da cartografi del British Antarctic Survey, che all'epoca si chiamava ancora Falkland Islands and Dependencies Survey (FIDS). La formazione fu così battezzata nel 1960 dal comitato britannico per i toponimi antartici in onore di Walter W. Herbert, un assistente ricognitore del FIDS di stanza alla stazione di ricerca della baia della Speranza nel 1956 e nel 1957.